# Otto Schury
Otto Schury (22 octobre 1903 à Munich - 11 décembre 1979 à Brannenburg) est un Generalmajor allemand qui a servi au sein de la Heer dans la Wehrmacht pendant la Seconde Guerre mondiale.
Il a été récipiendaire de la croix de chevalier de la croix de fer avec feuilles de chêne. La croix de chevalier de la croix de fer et son grade supérieur, les feuilles de chêne, sont attribués pour récompenser un acte d'une extrême bravoure sur le champ de bataille ou un commandement militaire avec succès.

## Biographie
Otto Schury est capturé par les forces soviétiques en mai 1945 et reste en captivité jusqu'en octobre 1955.

## Décorations
- Croix de fer (1939)
  - 2e classe (20 septembre 1939)
  - 1re classe (23 février 1940)
- Insigne des blessés (1939)
  - en noir
  - en argent
- Médaille du front de l'Est
- Insigne de combat d'infanterie en argent
- Croix de chevalier de la croix de fer avec feuilles de chêne
  - Croix de chevalier le 17 juillet 1941 en tant que Major et commandant du II./Gebirgsjäger-Regiment 100[1]
  - 592e feuilles de chêne le 21 septembre 1944 en tant que Oberst et commandant du Jäger-Regiment 229[2]
- Mentionné dans le bulletin quotidien radiophonique de l'Armée: le Wehrmachtbericht (20 février 1944)